# カン・ビョンユン
カン・ビョンユン（강병융、1975年 - ）は、韓国の小説家、幻想文学・SF作家。ソウル生まれ。
2002年、「낙찰」（落札）で文芸誌『정신과 표현』（精神と表現）の第6回新人作品賞を受賞した。2006年4月現在、モスクワ大学で文学を学んでいる。

## 作品

### 単行本
- 『상상 인간 이야기』[1] （想像人間ばなし）、2005年6月、ISBN 978-8-95-864123-0 [注釈 1]

序文
소설시작（小說試作）
무고환인（無睾丸人）
다목인（多目人）
수치기억인（數値記憶人）
거대성기인（巨大性器人）
선별적청각마비인（選別的聽覺痲痺人）
불성장모소유자（不成長毛所有者）
후식전변인（後食前便人）
지식인（指食人）
금음수자（禁飮水者）
진언인（眞言人）
투시인（透示人）
악취애기발인（惡臭曖氣發人）
삼수의（三手醫）
통벽인（通壁人）
작자면담（作者面談）
- 『무진장  The Inn "Unlimited"』（無尽蔵）、2006年10月、ISBN 978-8-95-864233-6

序文
낙찰（落札）
있거나 혹은 없어도（あってもなくても） 
무진장 The Inn "Unlimited"
사건과 내막
beHEADing
애완인, 그것
마시다, 갈아서, 그녀를
딱, 일주일

### その他
- 「킬킬킬」（キルキルキル） - 『파우스트』 vol.3, vol.4、鶴山文化社、2007年 [注釈 3]